# Медзьна (гміна)
Гміна Медзьна (пол. Gmina Miedźna) — сільська гміна у південній Польщі. Належить до Пщинського повіту Сілезького воєводства.
Станом на 31 грудня 2011 у гміні проживало 16073 особи.

## Територія
Згідно з даними за 2007 рік площа гміни становила 49.91 км², у тому числі:
- орні землі: 65.00%
- ліси: 19.00%

Таким чином, площа гміни становить 10.54% площі повіту.

## Населення
Станом на 31 грудня 2011:
| Опис     | Загалом | Загалом | Чоловіки | Чоловіки | Жінки | Жінки |
| -------- | ------- | ------- | -------- | -------- | ----- | ----- |
| одиниця  | осіб    | %       | осіб     | %        | осіб  | %     |
| все      | 16073   | 100     | 8108     | 50.44    | 7965  | 49.56 |
| міське   | 0       | 100     | 0        |          | 0     |       |
| сільське | 16073   | 100     | 8108     | 50.44    | 7965  | 49.56 |

## Сусідні гміни
Гміна Медзьна межує з такими гмінами: Бествіна, Бжеще, Бойшови, Вілямовіце, Освенцим, Прущ.